# Groupe C des éliminatoires du Championnat d'Europe de football 2024
 (décembre 2022).
Navigation
- A
- B
- C
- D
- E
- F
- G
- H
- I
- J

Le groupe C des éliminatoires du Championnat d'Europe de football 2024 est l'un des dix groupes qui décideront quelles équipes se qualifieront pour la phase finale de l'Euro 2024 en Allemagne. Le groupe C comprend cinq équipes : la Italie, l'Angleterre, l'Ukraine, la Macédoine du Nord et Malte. Les équipes s'affronteront à domicile et à l'extérieur dans un tournoi toutes rondes.
Les deux meilleures équipes se qualifieront directement pour le tournoi final. Les participants aux barrages seront déterminés en fonction de leurs performances dans la Ligue des nations de l'UEFA 2022-2023.

## Classement
| Rang | Équipe            | Pts | J | G | N | P | Bp | Bc | Diff |  | Résultats (▼ dom., ► ext.) |     |     |     |     |     |
| ---- | ----------------- | --- | - | - | - | - | -- | -- | ---- |  | -------------------------- | --- | --- | --- | --- | --- |
| 1    | Angleterre        | 20  | 8 | 6 | 2 | 0 | 22 | 4  | +18  |  | Angleterre                 |     | 3-1 | 2-0 | 7-0 | 2-0 |
| 2    | Italie            | 14  | 8 | 4 | 2 | 2 | 16 | 9  | +7   |  | Italie                     | 1-2 |     | 2-1 | 5-2 | 4-0 |
| 3    | Ukraine           | 14  | 8 | 4 | 2 | 2 | 11 | 8  | +3   |  | Ukraine                    | 1-1 | 0-0 |     | 2-0 | 1-0 |
| 4    | Macédoine du Nord | 8   | 8 | 2 | 2 | 4 | 10 | 20 | -10  |  | Macédoine du Nord          | 1-1 | 1-1 | 2-3 |     | 2-1 |
| 5    | Malte             | 0   | 8 | 0 | 0 | 8 | 2  | 20 | -18  |  | Malte                      | 0-4 | 0-2 | 1-3 | 0-2 |     |

## Matchs
La liste des matches sera publiée par l'UEFA le 10 octobre 2022, le jour après le tirage au sort organisé à Francfort,,. Les heures sont CET/CEST, comme indiqué par l'UEFA (les heures locales, si elles sont différentes, sont entre parenthèses).

## Résultats et calendrier
| 1re journée        | Italie                      | 1 - 2   | Angleterre                 | Stade Diego Armando Maradona, Naples                                                 |                                                                                      |
| 23 mars 2023 20h45 | ( Pellegrini) Retegui 56e   | (0 - 2) | 13e Rice · 44e (pen.) Kane | Spectateurs : 44 536 Arbitrage : Srdjan Jovanović Arbitre vidéo : Tomasz Kwiatkowski | Spectateurs : 44 536 Arbitrage : Srdjan Jovanović Arbitre vidéo : Tomasz Kwiatkowski |
| 23 mars 2023 20h45 | Jorginho 62e · Acerbi 90+2e | Rapport | 71e Walker · 78e, 80e Shaw | Spectateurs : 44 536 Arbitrage : Srdjan Jovanović Arbitre vidéo : Tomasz Kwiatkowski | Spectateurs : 44 536 Arbitrage : Srdjan Jovanović Arbitre vidéo : Tomasz Kwiatkowski |

| 23 mars 2023 | Macédoine du Nord                                         | 2 - 1   | Malte                                                   | Stade national Toše-Proeski, Skopje                                       |                                                                           |
| 20h45        | ( Miovski) Elmas 66e · ( Bardhi) Churlinov 72e            | (0 - 0) | 86e Yankam                                              | Spectateurs : 9 991 Arbitrage : Kristo Tohver Arbitre vidéo : Pawel Pskit | Spectateurs : 9 991 Arbitrage : Kristo Tohver Arbitre vidéo : Pawel Pskit |
| 20h45        | Bardhi 45+3e · Alioski 47e · Miovski 61e · Atanasov 90+8e | Rapport | 45e Kristensen · 63e Teuma · 90e S. Borg · 90+7e Attard | Spectateurs : 9 991 Arbitrage : Kristo Tohver Arbitre vidéo : Pawel Pskit | Spectateurs : 9 991 Arbitrage : Kristo Tohver Arbitre vidéo : Pawel Pskit |

| 2e journée                 | Angleterre                               | 2 - 0   | Ukraine        | Stade de Wembley, Londres                                                        |                                                                                  |
| 26 mars 2023 18h00 (17h00) | ( Saka) Kane 37e · ( Henderson) Saka 40e | (2 - 0) |                | Spectateurs : 83 947 Arbitrage : Serdar Gözübüyük Arbitre vidéo : Pol van Boekel | Spectateurs : 83 947 Arbitrage : Serdar Gözübüyük Arbitre vidéo : Pol van Boekel |
| 26 mars 2023 18h00 (17h00) |                                          | Rapport | 69e Malinovsky | Spectateurs : 83 947 Arbitrage : Serdar Gözübüyük Arbitre vidéo : Pol van Boekel | Spectateurs : 83 947 Arbitrage : Serdar Gözübüyük Arbitre vidéo : Pol van Boekel |

| 26 mars 2023 | Malte | 0 - 2   | Italie                                        | Ta' Qali Stadium, Ta' Qali                                                        |                                                                                   |
| 20h45        |       | (0 - 2) | 15e Retegui (Tonali ) · 27e Pessina (Tonali ) | Spectateurs : 16 015 Arbitrage : Georgi Kabakov Arbitre vidéo : Christian Dingert | Spectateurs : 16 015 Arbitrage : Georgi Kabakov Arbitre vidéo : Christian Dingert |
| 20h45        |       | Rapport | 36e Di Lorenzo · 54e Scalvini                 | Spectateurs : 16 015 Arbitrage : Georgi Kabakov Arbitre vidéo : Christian Dingert | Spectateurs : 16 015 Arbitrage : Georgi Kabakov Arbitre vidéo : Christian Dingert |

| 3e journée         | Malte          | 0 - 4   | Angleterre                                                                 | Ta' Qali Stadium, Ta' Qali                                               |                                                                          |
| 16 juin 2023 20h45 |                | (0 - 3) | 8e (csc) Apap · 28e Alexander-Arnold · 31e (pen.) Kane · 82e (pen.) Wilson | Spectateurs : 16 277 Arbitrage : Igor Pajac Arbitre vidéo : Duje Strukan | Spectateurs : 16 277 Arbitrage : Igor Pajac Arbitre vidéo : Duje Strukan |
| 16 juin 2023 20h45 | Kristensen 49e | Rapport |                                                                            | Spectateurs : 16 277 Arbitrage : Igor Pajac Arbitre vidéo : Duje Strukan | Spectateurs : 16 277 Arbitrage : Igor Pajac Arbitre vidéo : Duje Strukan |

| 16 juin 2023 | Macédoine du Nord                          | 2 - 3   | Ukraine                                                                       | Stade national Toše-Proeski, Skopje                                         |                                                                             |
| 20h45        | Bardhi 31e (pen.) · ( Ristovski) Elmas 39e | (2 - 0) | 62e Zabarny (Tsyhankov ) · 67e Konoplia (Moudryk ) · 83e Tsyhankov (Moudryk ) | Spectateurs : 14 370 Arbitrage : Lukas Fähndrich Arbitre vidéo : Fedayi San | Spectateurs : 14 370 Arbitrage : Lukas Fähndrich Arbitre vidéo : Fedayi San |
| 20h45        | Ristovski 8e · Musliu 55e, 73e             | Rapport | 45+1e Dovbyk                                                                  | Spectateurs : 14 370 Arbitrage : Lukas Fähndrich Arbitre vidéo : Fedayi San | Spectateurs : 14 370 Arbitrage : Lukas Fähndrich Arbitre vidéo : Fedayi San |

| 4e journée         | Ukraine                    | 1 - 0   | Malte                     | Stade Antona-Malatinského, Trnava ( Slovaquie)                             |                                                                            |
| 19 juin 2023 18h00 | Tsyhankov 72e (pen.)       | (0 - 0) |                           | Spectateurs : 7 543 Arbitrage : Ruddy Buquet Arbitre vidéo : Benoît Millot | Spectateurs : 7 543 Arbitrage : Ruddy Buquet Arbitre vidéo : Benoît Millot |
| 19 juin 2023 18h00 | Vanat 43e · Malinovsky 56e | Rapport | 51e J. Borg · 70e S. Borg | Spectateurs : 7 543 Arbitrage : Ruddy Buquet Arbitre vidéo : Benoît Millot | Spectateurs : 7 543 Arbitrage : Ruddy Buquet Arbitre vidéo : Benoît Millot |

| 19 juin 2023  | Angleterre | 7 - 0   | Macédoine du Nord | Old Trafford, Manchester                                                      |                                                                               |
| 20h45 (19h45) | ( Shaw) Kane 29e · ( Walker) Saka 39e · ( Henderson) Rashford 45e · ( Alexander-Arnold) Saka 47e · ( Kane) Saka 51e · Phillips 64e · Kane 73e (pen.) | (3 - 0) |                   | Spectateurs : 70 708 Arbitrage : István Kovács Arbitre vidéo : Pol van Boekel | Spectateurs : 70 708 Arbitrage : István Kovács Arbitre vidéo : Pol van Boekel |
| 20h45 (19h45) | Rice 41e · Phillips 77e | Rapport | 72e Bejtulai      | Spectateurs : 70 708 Arbitrage : István Kovács Arbitre vidéo : Pol van Boekel | Spectateurs : 70 708 Arbitrage : István Kovács Arbitre vidéo : Pol van Boekel |

| 5e journée             | Ukraine                          | 1 - 1   | Angleterre                 | Stade municipal de Wrocław, Wrocław ( Pologne)                                  |                                                                                 |
| 9 septembre 2023 18h00 | ( Konoplia) Zintchenko 26e       | (1 - 1) | 41e Walker (Kane )         | Spectateurs : 39 000 Arbitrage : Georgi Kabakov Arbitre vidéo : Ivaylo Stoyanov | Spectateurs : 39 000 Arbitrage : Georgi Kabakov Arbitre vidéo : Ivaylo Stoyanov |
| 9 septembre 2023 18h00 | Stepanenko 22e · Iaremtchouk 43e | Rapport | 35e Maddison · 86e Maguire | Spectateurs : 39 000 Arbitrage : Georgi Kabakov Arbitre vidéo : Ivaylo Stoyanov | Spectateurs : 39 000 Arbitrage : Georgi Kabakov Arbitre vidéo : Ivaylo Stoyanov |

| 9 septembre 2023 | Macédoine du Nord     | 1 - 1   | Italie                                 | Stade national Toše-Proeski, Skopje                                               |                                                                                   |
| 20h45            | Bardhi 81e            | (0 - 0) | 47e Immobile (Barella )                | Spectateurs : 28 126 Arbitrage : François Letexier Arbitre vidéo : Jérôme Brisard | Spectateurs : 28 126 Arbitrage : François Letexier Arbitre vidéo : Jérôme Brisard |
| 20h45            | Manev 68e · Alimi 88e | Rapport | 70e Dimarco · 75e Tonali · 80e Zaniolo | Spectateurs : 28 126 Arbitrage : François Letexier Arbitre vidéo : Jérôme Brisard | Spectateurs : 28 126 Arbitrage : François Letexier Arbitre vidéo : Jérôme Brisard |

| 6e journée              | Italie                                  | 2 - 1   | Ukraine                                                     | Stade San Siro, Milan                                                                                  | |
| 12 septembre 2023 20h45 | ( Zaccagni) Frattesi 12e · Frattesi 29e | (2 - 1) | 41e Iarmolenko                                              | Spectateurs : 58 386 Arbitrage : Alejandro Hernández Hernández Arbitre vidéo : Carlos del Cerro Grande | Spectateurs : 58 386 Arbitrage : Alejandro Hernández Hernández Arbitre vidéo : Carlos del Cerro Grande |
| 12 septembre 2023 20h45 |                                         | Rapport | 38e Mykolenko · 62e Konoplia · 76e Stepanenko · 78e Zabarny | Spectateurs : 58 386 Arbitrage : Alejandro Hernández Hernández Arbitre vidéo : Carlos del Cerro Grande | Spectateurs : 58 386 Arbitrage : Alejandro Hernández Hernández Arbitre vidéo : Carlos del Cerro Grande |

| 12 septembre 2023 | Malte                                   | 0 - 2   | Macédoine du Nord                        | Ta' Qali Stadium, Ta' Qali                                                   |                                                                              |
| 20h45             |                                         | (0 - 2) | 5e Elmas (Bardhi ) · 41e Manev (Bardhi ) | Spectateurs : 3 158 Arbitrage : Henrik Nalbandyan Arbitre vidéo : Fran Jović | Spectateurs : 3 158 Arbitrage : Henrik Nalbandyan Arbitre vidéo : Fran Jović |
| 20h45             | Teuma 27e · S. Borg 39e · Camenzuli 67e | Rapport | 85e Šiškovski · 88e Musliu               | Spectateurs : 3 158 Arbitrage : Henrik Nalbandyan Arbitre vidéo : Fran Jović | Spectateurs : 3 158 Arbitrage : Henrik Nalbandyan Arbitre vidéo : Fran Jović |

| 7e journée            | Ukraine                                      | 2 - 0   | Macédoine du Nord             | Stade Letná, Prague ( Tchéquie)                                          |                                                                          |
| 14 octobre 2023 15h00 | ( Zintchenko) Soudakov 30e · Karavaïev 90+5e | (1 - 0) |                               | Spectateurs : 12 939 Arbitrage : Slavko Vinčić Arbitre vidéo : Matej Jug | Spectateurs : 12 939 Arbitrage : Slavko Vinčić Arbitre vidéo : Matej Jug |
| 14 octobre 2023 15h00 | Malinovsky 69e · Zintchenko 90+6e            | Rapport | 90+2e Serafimov · 90+4e Ademi | Spectateurs : 12 939 Arbitrage : Slavko Vinčić Arbitre vidéo : Matej Jug | Spectateurs : 12 939 Arbitrage : Slavko Vinčić Arbitre vidéo : Matej Jug |

| 14 octobre 2023 | Italie                                                                                    | 4 - 0   | Malte                                | Stade San Nicola, Bari                                                   |                                                                          |
| 20h45           | ( Kean) Bonaventura 22e · ( Barella) Berardi 45+1e · ( Kean) Berardi 63e · Frattesi 90+3e | (2 - 0) |                                      | Spectateurs : 56 186 Arbitrage : Duje Strukan Arbitre vidéo : Ivan Bebek | Spectateurs : 56 186 Arbitrage : Duje Strukan Arbitre vidéo : Ivan Bebek |
| 20h45           |                                                                                           | Rapport | 44e P. Mbong · 53e Yankam · 54e Apap | Spectateurs : 56 186 Arbitrage : Duje Strukan Arbitre vidéo : Ivan Bebek | Spectateurs : 56 186 Arbitrage : Duje Strukan Arbitre vidéo : Ivan Bebek |

| 8e journée                    | Angleterre                                       | 3 - 1   | Italie                                     | Stade de Wembley, Londres                                                      |                                                                                |
| 17 octobre 2023 20h45 (19h45) | Kane 32e (pen.) 77e · ( Bellingham) Rashford 57e | (1 - 1) | 15e Scamacca (Di Lorenzo )                 | Spectateurs : 83 194 Arbitrage : Clément Turpin Arbitre vidéo : Jérôme Brisard | Spectateurs : 83 194 Arbitrage : Clément Turpin Arbitre vidéo : Jérôme Brisard |
| 17 octobre 2023 20h45 (19h45) | Phillips 9e                                      | Rapport | 10e Udogie · 30e Di Lorenzo · 65e Scalvini | Spectateurs : 83 194 Arbitrage : Clément Turpin Arbitre vidéo : Jérôme Brisard | Spectateurs : 83 194 Arbitrage : Clément Turpin Arbitre vidéo : Jérôme Brisard |

| 17 octobre 2023 | Malte                 | 1 - 3   | Ukraine                                                            | Ta' Qali Stadium, Ta' Qali                                                 |                                                                            |
| 20h45           | ( Nwoko) P. Mbong 12e | (1 - 2) | 38e (csc) Camenzuli · 43e (pen.) Dovbyk · 85e Moudryk (Mykolenko ) | Spectateurs : 3 547 Arbitrage : Morten Krogh Arbitre vidéo : Rob Dieperink | Spectateurs : 3 547 Arbitrage : Morten Krogh Arbitre vidéo : Rob Dieperink |
| 20h45           | Pisani 90+3e          | Rapport | 31e Matvienko · 90+3e Zoubkov                                      | Spectateurs : 3 547 Arbitrage : Morten Krogh Arbitre vidéo : Rob Dieperink | Spectateurs : 3 547 Arbitrage : Morten Krogh Arbitre vidéo : Rob Dieperink |

| 9e journée                     | Angleterre                       | 2 - 0   | Malte                          | Stade de Wembley, Londres                                                 |                                                                           |
| 17 novembre 2023 20h45 (19h45) | Pepe 8e (csc) · ( Saka) Kane 75e | (1 - 0) |                                | Spectateurs : 81 388 Arbitrage : Luis Godinho Arbitre vidéo : Hugo Miguel | Spectateurs : 81 388 Arbitrage : Luis Godinho Arbitre vidéo : Hugo Miguel |
| 17 novembre 2023 20h45 (19h45) | Tomori 26e · Kane 28e            | Rapport | 23e J. Mbong · 39e Guillaumier | Spectateurs : 81 388 Arbitrage : Luis Godinho Arbitre vidéo : Hugo Miguel | Spectateurs : 81 388 Arbitrage : Luis Godinho Arbitre vidéo : Hugo Miguel |

| 17 novembre 2023 | Italie | 5 - 2   | Macédoine du Nord                                           | Stade olympique, Rome                                                         |                                                                               |
| 20h45            | ( Raspadori) Darmian 17e · ( Barella) Chiesa 41e · ( Berardi) Chiesa 45+2e · ( Barella) Raspadori 81e · ( Dimarco) El Shaarawy 90+3e | (3 - 0) | 52e Atanasov (Alioski ) · 74e Atanasov (Bardhi )            | Spectateurs : 56 364 Arbitrage : Felix Zwayer Arbitre vidéo : Bastian Dankert | Spectateurs : 56 364 Arbitrage : Felix Zwayer Arbitre vidéo : Bastian Dankert |
| 20h45            | Zaniolo 72e · Acerbi 89e | Rapport | 79e Čurlinov · 80e Aškovski · 84e Ristovski · 87e Serafimov | Spectateurs : 56 364 Arbitrage : Felix Zwayer Arbitre vidéo : Bastian Dankert | Spectateurs : 56 364 Arbitrage : Felix Zwayer Arbitre vidéo : Bastian Dankert |

| 10e journée            | Ukraine      | 0 - 0   | Italie        | BayArena, Leverkusen ( Allemagne)                                                        |                                                                                          |
| 20 novembre 2023 20h45 |              | (0 - 0) |               | Spectateurs : 26 403 Arbitrage : Jesús Gil Manzano Arbitre vidéo : Juan Martínez Munuera | Spectateurs : 26 403 Arbitrage : Jesús Gil Manzano Arbitre vidéo : Juan Martínez Munuera |
| 20 novembre 2023 20h45 | Konoplia 79e | Rapport | 7e Buongiorno | Spectateurs : 26 403 Arbitrage : Jesús Gil Manzano Arbitre vidéo : Juan Martínez Munuera | Spectateurs : 26 403 Arbitrage : Jesús Gil Manzano Arbitre vidéo : Juan Martínez Munuera |

| 20 novembre 2023 | Macédoine du Nord | 1 - 1   | Angleterre                       | Stade national Toše-Proeski, Skopje                                        |                                                                            |
| 20h45            | Bardhi 41e        | (1 - 0) | 59e (csc) Atanasov               | Spectateurs : 27 982 Arbitrage : Filip Glova Arbitre vidéo : Michal Ocenáš | Spectateurs : 27 982 Arbitrage : Filip Glova Arbitre vidéo : Michal Ocenáš |
| 20h45            | Elmas 17e         | Rapport | 40e Lewis · 56e Alexander-Arnold | Spectateurs : 27 982 Arbitrage : Filip Glova Arbitre vidéo : Michal Ocenáš | Spectateurs : 27 982 Arbitrage : Filip Glova Arbitre vidéo : Michal Ocenáš |

## Statistiques

### Buteurs
8 buts         
- Harry Kane (dont 4 penaltys)

4 buts     
- Bukayo Saka

3 buts    
- Davide Frattesi
- Eljif Elmas
- Enis Bardhi

2 buts   
- Marcus Rashford
- Mateo Retegui
- Domenico Berardi
- Federico Chiesa

- Jani Atanasov
- Viktor Tsyhankov

1 but  
- Declan Rice
- Trent Alexander-Arnold
- Callum Wilson (1 penalty)
- Kalvin Phillips
- Kyle Walker
- Matteo Pessina
- Ciro Immobile
- Giacomo Bonaventura
- Gianluca Scamacca
- Matteo Darmian
- Giacomo Raspadori
- Stephan El Shaarawy
- Darko Churlinov
- Jovan Manev
- Yannick Yankam
- Paul Mbong
- Illia Zabarny
- Ioukhym Konoplia
- Olexandr Zintchenko
- Andri Iarmolenko
- Heorhi Soudakov
- Olexandr Karavaïev
- Artem Dovbyk
- Mykhaïlo Moudryk

but contre son camp  (csc)
- Ferdinando Apap (contre l'Angleterre)
- Ryan Camenzuli (contre l'Ukraine)
- Pepe (contre l'Angleterre)
- Jani Atanasov (contre l'Angleterre)

### Passeurs
4 passes 
- Nicolò Barella
- Enis Bardhi

2 passes 
- Jordan Henderson
- Harry Kane
- Bukayo Saka
- Sandro Tonali
- Moise Kean
- Mykhaïlo Moudryk

1 passe 
- Luke Shaw
- Kyle Walker
- Trent Alexander-Arnold
- Jude Bellingham
- Lorenzo Pellegrini
- Mattia Zaccagni
- Giovanni Di Lorenzo
- Giacomo Raspadori
- Domenico Berardi
- Federico Dimarco
- Bojan Miovski
- Stefan Ristovski
- Ezgjan Alioski
- Kyrian Nwoko
- Viktor Tsyhankov
- Ioukhym Konoplia
- Olexandr Zintchenko
- Vitali Mykolenko

## Discipline
Un joueur est automatiquement suspendu pour le prochain match pour les infractions suivantes:
- Recevoir un carton rouge (les suspensions du carton rouge peuvent être prolongées pour des infractions graves)
- Recevoir trois cartons jaunes dans trois matches différents, ainsi qu'après le cinquième et tout carton jaune suivant (les suspensions pour carton jaune ne sont pas reportées aux barrages, aux finales ou à tout autre match international futur)

Les suspensions suivantes ont été (ou seront) purgées lors des matches de qualification:
| Joueurs         | Cartons                                                            | Suspensions                                          |
| --------------- | ------------------------------------------------------------------ | ---------------------------------------------------- |
| Jean Borg       | contre Estonie en Ligue des nations 2022-2023 (23 septembre 2022)  | 1re journée, contre Macédoine du Nord (23 mars 2023) |
| Todor Todoroski | contre Bulgarie en Ligue des nations 2022-2023 (26 septembre 2022) | 1re journée, contre Malte (23 mars 2023)             |
| Luke Shaw       | 1re journée, contre Italie (23 mars 2023)                          | 2e journée, contre Ukraine (26 mars 2023)            |
| Visar Musliu    | 3e journée, contre Ukraine (16 juin 2023)                          | 4e journée, contre Angleterre (19 juin 2023)         |